# Knochenhaueraufstand

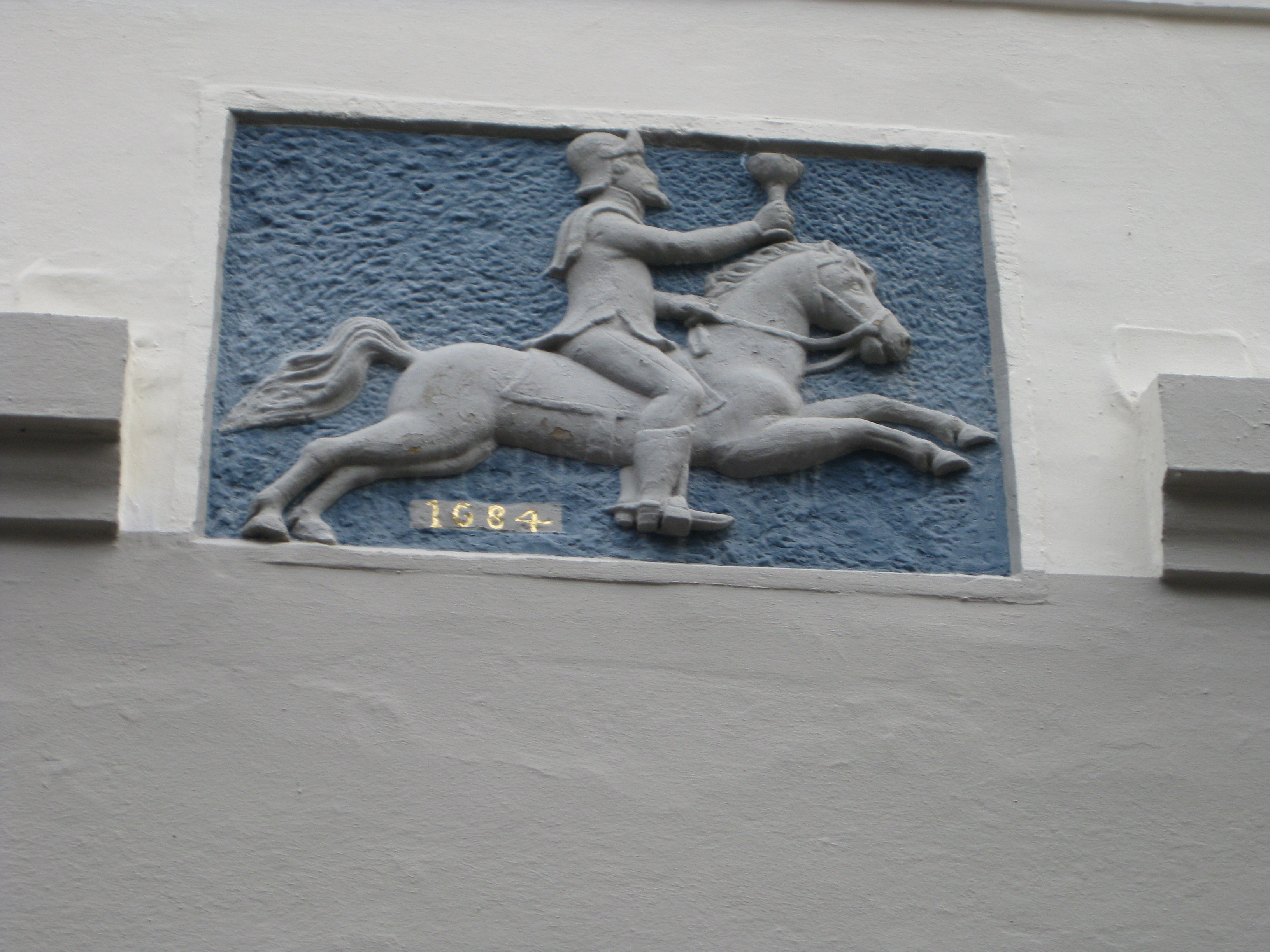
Relief eines Reiters mit Weinglas von 1716 zur Erinnerung an den Knochenhaueraufstand von 1384 am Haus Königstraße 9 in Lübeck. Der Sage nach war es der Reiter, der den Aufstand verriet (unbekannter Bildhauer)

Der Knochenhaueraufstand war ein Umsturzversuch der Ämter im September 1384 in der deutschen Hansestadt Lübeck, der sich gegen den Rat der Stadt richtete. Angeführt wurde er von Hinrik Paternostermaker. Die 60 bis 70 Verschwörer gehörten überwiegend den Handwerksämtern an, unter ihnen waren etwa 30 Knochenhauer, wie die Schlachter bezeichnet wurden. Die Verschwörer standen im Bündnis mit Adeligen aus Holstein. Ihr Ziel war es, die Mitglieder des Lübecker Stadtrates gefangen zu nehmen. Notfalls sollten sie getötet werden. Der Rat hatte zuvor die Handwerker jahrelang benachteiligt, während die Kaufleute bevorzugt wurden. Der Aufstand wurde jedoch am Tag vor dem geplanten Termin, dem 17. September 1384, verraten. Die 19 Beteiligten, denen es nicht gelang, aus Lübeck zu fliehen, wurden hingerichtet.